# Sławno
Sławno (ujdtale: [ˈswavnɔ], kashubisk: Słôwno, tysk: Schlawe) er en by i den nordøstlige del af voivodskabet Vestpommern i den nordvestlige del af Polen. Byen har 12.028(2021) indbyggere og et areal på 15,83 km², og er en del af powiatet Sławno. Sławno er et jernbaneknudepunkt på den store Gdańsk-Szczecin-linje, med adgang til sekundære forbindelser til Darłowo og Korzybie. Den ligger også ved Europavej E28, der løber parallelt med sydkysten af Østersøen mellem byerne Koszalin og Słupsk.

## Historie
Området blev en del af den nye polske stat under Mieszko 1. af Polen omkring 967. Siden midten af det 12. århundrede var Słupsk-Sławno området styret af hertug Ratibor 1 af Pommern og hans efterkommere. Da linjen uddøde omkring 1227, var der en arvekonflikt om deres godser Griffinhertugen Barnim 1. den Gode og Swietopelk 2. fra Samborid-dynastiet, som herskede over de tilstødende områder i Pomerelia (Gdańsk Pommern) i øst. Begge hertugdømmer var tidligere adskilt fra Kongeriget Polen (1025-1385) som et resultat af fragmenteringen af Polen fra det 12. århundrede. 
Swietopelk 2. sejrede, hans søn Mestwin 2., hertug i Pommern fra 1266, måtte dog igen forholde sig til krav rejst af de pommerske griffiner og også af hans bror Wratislaw 2. For at sikre sit styre accepterede Mestwin overherredømmet af de Askanske markgrever af Brandenburg ved i 1269 at tilslutte sig Arnswalde-traktaten, men senere, i 1282, underskrev Mestwin og den polske hertug Przemysł 2. Kępno-traktaten, som overførte overherredømmet over Gdańsk Pommern inklusive Sławno til Przemysł 2. Efter Mestwins død i 1294 uddøde Samboriderne, og Sławno blev reintegreret i Kongeriget Polen. I 1308 invaderede Brandenburg regionen og Valdemar af Brandenburg adskilte endelig Sławno fra Pommern, som han solgte til Teutoniske Orden ved 1309 Soldin-traktaten. Han mistede ikke desto mindre byen til Griffin-hertugen Vartislaw 4. af Pommern i 1317, hvorefter Sławno forblev en del af de Griffin-regerede pommerske hertugdømmer indtil 1637.
Hertug Vartislaw 4. anfægtede Peter von Neuenburg af Swienca adelsfamilien med Sławno, som gav bosættelsen byrettigheder i 1317. Den gotiske Mariakirken blev indviet ca. 1360. Mellem 1368 og 1478 var Sławno under hertugerne af Słupsk, vasaler af Kongeriget Polen. Senere var det en del af Hertugdømmet Pommern, indtil det i det 17. århundrede blev delt mellem Sverige og Brandenburg-Preussen. Byen blev ødelagt under 30-årskrigen og blev tildelt Brandenburg Pommern-provinsen af 1653 Stettin-traktaten.